# 黔芙兰草
黔芙兰草（学名：Fuirena rhizomatifera）为莎草科芙兰草属下的一个种。

## 扩展阅读
- 維基物種上的相關：黔芙兰草